# West Lealman
West Lealman est une census-designated place du comté de Pinellas, dans l'État de Floride, aux États-Unis,. En 2020, elle compte une population de 16 438 habitants.